# Gondolat Zsebkönyvek
A Gondolat Zsebkönyvek a Gondolat Kiadó ismeretterjesztő könyvsorozata volt, melynek 89 kötete 1974–1990 között jelent meg.

## A sorozat kötetei
| Szerző                            | Cím                                        | Kiadás éve |
| --------------------------------- | ------------------------------------------ | ---------- |
| Kirchberg, Peter                  | Régi autók                                 | 1974       |
| Kobrinszkij, Aron Jefimovics      | Figyelem, robotok!                         | 1974       |
| Lindner, Klaus                    | A csillagos ég                             | 1974       |
| Józsa György                      | Viaszváros                                 | 1975       |
| Brosin, hans-Jürgen               | A tenger meghódítása                       | 1975       |
| Dorschner, Johann                 | Van-e élet a Földön kívül?                 | 1975       |
| Kéki Béla                         | Az írás története                          | 1975       |
| Linder, Helmuth                   | Atomenergia                                | 1975       |
| Rast, Horst                       | A Föld naplójából                          | 1975       |
| Raths, Paul                       | Az állatok téli álma                       | 1975       |
| Brentjes, Burchard                | Vadállatból háziállat                      | 1976       |
| Jándy Klára                       | Füstköd a város felett                     | 1976       |
| Károlyházy Frigyes                | Igaz varázslat                             | 1976       |
| Lehmann, Johannes                 | Furfangos matematika                       | 1976       |
| Nyilasi János                     | A víz                                      | 1976       |
| Szécsényi-Nagy Gábor              | Túl a Tejútrendszer határain               | 1976       |
| Farkas Tamás                      | A holnap autója                            | 1977       |
| Freytag, Günther                  | A vízből a szárazföldi életbe              | 1977       |
| Hédervári Péter                   | A Föld különös jelenségei                  | 1977       |
| Katona Zoltán                     | A gyógyító technika                        | 1977       |
| Petrik Ottó                       | Technikai kuriózumok                       | 1977       |
| Schönknecht, Rolf                 | Gyorsabban - de hogyan?                    | 1977       |
| Farkas Henrik                     | Változó állatvilág                         | 1978       |
| Katona Zoltán                     | Elemi részecskék                           | 1978       |
| Lányi György                      | A természet szabadalma                     | 1978       |
| Lukács Ernőné                     | Megmérjük a világot                        | 1978       |
| Thomas, Editha                    | A négymilliárd éves élet                   | 1978       |
| Auer Kálmán                       | Fényképezőgép ma és holnap                 | 1979       |
| Barcza Szabolcs                   | A csillagok élete                          | 1979       |
| Géczy Barnabás                    | Az eltűnt élet nyomában                    | 1979       |
| Juhász Árpád                      | A kőolaj nyomában                          | 1979       |
| Raubach, Heinz                    | A molekulák rejtélye                       | 1979       |
| Berend Mihály                     | Genetikai ABC                              | 1980       |
| Csányi Vilmos                     | Hogyan vadásznak az állatok?               | 1980       |
| Csányi Vilmos                     | Kis etológia I.                            | 1980       |
| Dorschner, Johann                 | A bolygók - a Föld testvérei?              | 1980       |
| Kalmár Péter                      | A kétezer éves papír                       | 1980       |
| Kardeván Péter                    | A földrengések és előrejelzésük            | 1980       |
| Lányi György                      | Meglepő dolgok állatokról                  | 1980       |
| Lelley János                      | Az ember és kenyere                        | 1980       |
| Sain Márton                       | A fény birodalma                           | 1980       |
| Zsoldos Benő                      | A játékkártya és története                 | 1980       |
| Florov, Georgij Nyikolajevics     | Úton a szupernehéz elemek felé             | 1981       |
| Probáld Ferenc                    | Változik-e éghajlatunk?                    | 1981       |
| Simóné Avarosy Éva                | A repülősárányoktól a sárkányrepülőig      | 1981       |
| Vida Gábor                        | Az élet keletkezése                        | 1981       |
| Vigh Béla                         | Hogyan lesz a petesejtből ember?           | 1981       |
| Zsolnay László                    | A budai vár                                | 1981, 1986 |
| Conrad, Walter                    | A Jákób-pálcától a műholdas navigálásig    | 1982       |
| Horváth Árpád                     | Órák és órások                             | 1982       |
| Filep László - Bereznai Gyula     | A számírás története                       | 1982       |
| Gács Andrásné                     | A szemüveg története                       | 1982       |
| Windelband, Arthur                | Emberősök, ősemberek                       | 1982       |
| Bertényi Iván                     | Kis magyar címertan                        | 1983       |
| Galácz András                     | Élő kövületek                              | 1983       |
| Hahn István                       | Naptári rendszerek és időszámítás          | 1983       |
| Katona Zoltán                     | Hőgyógyászat                               | 1983       |
| Makra Zsigmond                    | Sugárözönben élünk                         | 1983       |
| Katona Imre                       | A porcelán                                 | 1984       |
| Mletzko, Ingrid                   | A biológiai óra                            | 1984       |
| Puskás Ildikó                     | Istenek tánca                              | 1984       |
| Stegena Lajos                     | Korok és térképek                          | 1984       |
| Csányi Vilmos                     | Kis etológia II.                           | 1985       |
| Riedel Miklós                     | Volt rá energiánk, lesz rá energiánk?      | 1985       |
| Tompa Anna                        | Lázadó sejtek                              | 1985       |
| Vahlen, Angelika                  | Az ókor világcsodái                        | 1985       |
| Veress István                     | Üvöltés az éjszakában                      | 1985       |
| Bálint Sándor                     | Autózásunk hőskora                         | 1986       |
| Csányi Vilmos                     | Kis etológia III.                          | 1986       |
| Czellár Katalin                   | Élők, holtak, istenek háza                 | 1986       |
| Horváth László                    | Savas eső                                  | 1986       |
| Makra Zsigmond                    | Űrhajózás holnapután                       | 1986       |
| Bogdán István                     | Régi magyar mértékek                       | 1987       |
| Csaba György                      | Kalandozás az égbolton                     | 1987       |
| Járainé Komlódi Magda             | Legendás növények                          | 1987       |
| Mátéfy Györk                      | Szövött szőnyegek és falikárpitok          | 1987       |
| Šejkov, Nikolaj                   | Élet és szimmetria                         | 1987       |
| Száraz Péter                      | Ökológiai zsebkönyv                        | 1987       |
| Diószegi György                   | A bölcselet eredete                        | 1988       |
| Füleky György                     | Talaj                                      | 1988       |
| Gaál Ernő                         | Sör az ókori Egyiptomban és Mezopotámiában | 1988       |
| Lange, Erich                      | Metamorfózisok az állatvilágban            | 1988       |
| Vil'koviskij, Èmmanuil Jakovlevič | A rejtélyes kvazárok                       | 1988       |
| Bogdán István                     | Kézművesek mestersége                      | 1989       |
| Csányi Vilmos                     | Kis etológia IV.                           | 1989       |
| Czére Béla                        | Gőzmozdonyok a vaspályán                   | 1989       |
| Szécsényi-Nagy Gábor              | M45, azaz a Fiastyúk                       | 1989       |
| Járainé Komlódi Magda             | Növényi csodák                             | 1990       |
| Rádai Ödön                        | Régészek a víz alatt és a levegőben        | 1990       |